# Fontaine du centenaire

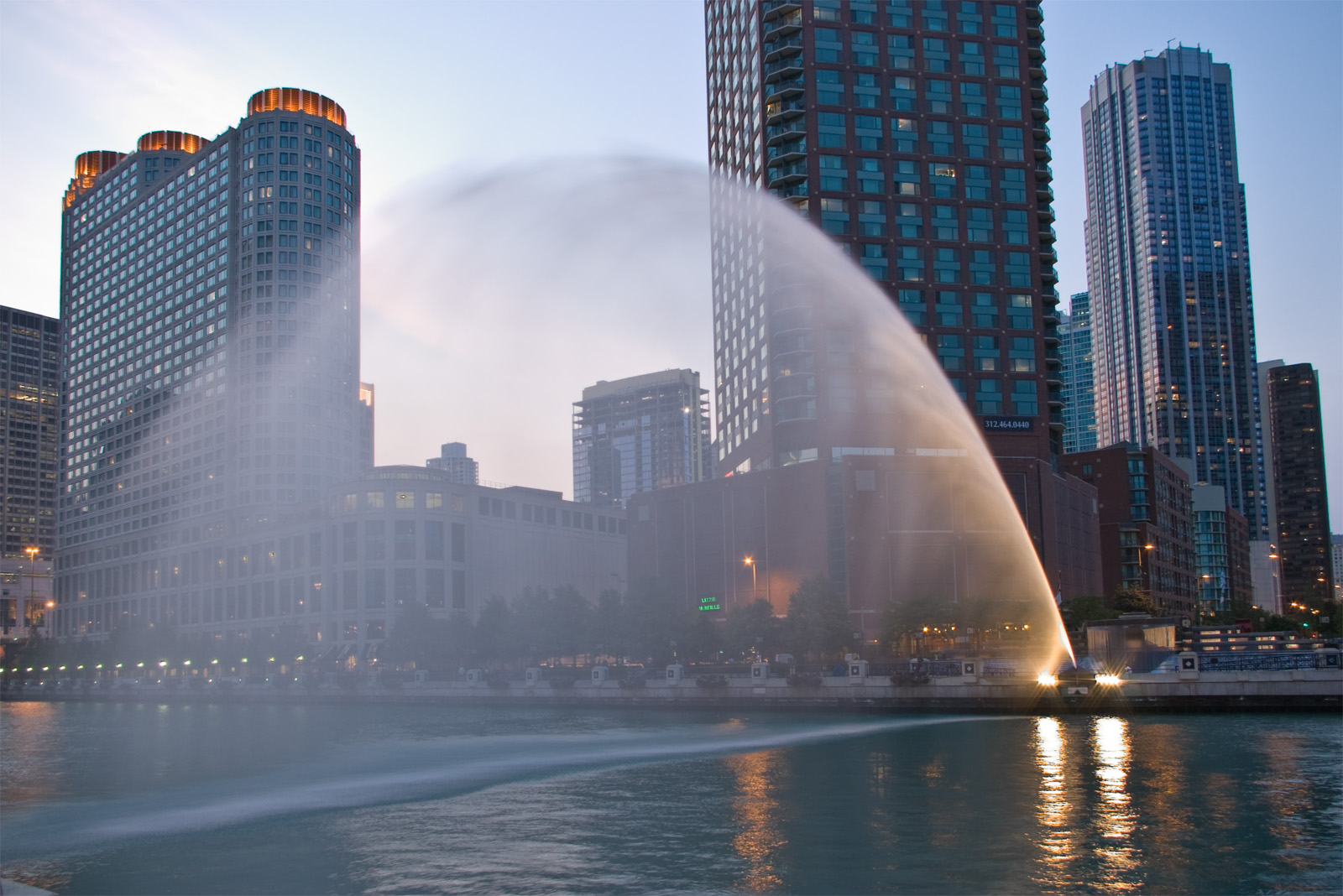
La fontaine du centenaire

La fontaine du centenaire est située sur la rive nord de la rivière Chicago sur McClurg Court dans le secteur de Near North Side à Chicago.
Cette fontaine a été construite en 1989 pour célébrer le 100e anniversaire du Metropolitan Water District of Greater Chicago (organisme chargé de la distribution d'eau dans le Grand Chicago), peut-être mieux connu pour ses grandes réalisations comme l'inversion du débit de la rivière Chicago en 1900. En 1999, cette fontaine a été nommée « Monument civil du Millénaire » par l'American Society of Civil Engineers (ASCE).